# Allison & Lillia
 Allison & Lillia japanska je anime televizijska serija, adaptacija romana Alison i Lillia i Treize. Anime je napravila i animirala animatorska kuća Madhouse, a redatelj je Masayoshi Nishida. Anime je pušten u eter u Japanu između 3. travnja i 2. listopada 2008. godine, i traje 26 epizoda. Prva polovica anime-a pokriva Allison roman, a druga polovica pokriva Lillia i Treize roman.

## Priča
Prvih 13 epizoda prati priču romana Allison, a drugi dio (također 13 epizoda) prati roman Lillia i Treize. Allison & Lillia je u svijetu koji ima jedan kontinent kojeg rijeka Lutoni i Središnje planine dijele na dva dijela. Zbog geografije, dvije kulture su se razvile na obje strane rijeke. Istočna je regija službeno poznata kao Roxcheanuk Konfederacija, ali je najčešće zvana Roxche (ロクシェ Rokushe, hrv. - Rokuše). Ta je regija sastavljena od 16 država koje govore isti jezik. Zapadna regija je službeno zvana Ujedinjeno Kraljevstvo Bezel Iltoa, ali je među narodom zvana Sou Beil (スー･ベー･イル Sū Bē Iru). Regija je nastala od 2 kraljevstva Bezel i Iltoa koje zajedno vladaju nad nekoliko manjih kraljevstva. Svi u zapadnoj regiji pričaju istim jezikom, ali ne istim kao i "Istočnjaci".
Priča započinje u ljeto 3287. godine, prema kalendaru fikcijskoj svijeta. Do sada, dvije strane su ratovale veći dio svoje povijesti, s najnovijim ratom koji je započeo prije 35 godina. Primirje je potpisano nakon 5 godina ratovanja i u to vrijeme se dogodio samo jedan veći vojni konflikt radi čega je stvorena tampon-zona od 30 kilometara niz svake strane Lutoni rijeke.
Svjetska industrija i tehnologija jednaka je otprilike onoj iz 1930-ih. 
Prva polovica priče prati Allison Whittington, mladu plavokosu pilotkinju Roxche zračnih snaga. Ona je iskusna pilotkinja u letenju s dvokrilcima. Na početku priče posjećuje svog prijatelja Wil Schultza (puno ime mu je Wilhelm) tijekom njegovih ljetnih praznika u Rowe Sneyum školskom domu. Wil, koji živi u Roxcheu, uživa čitati knjige, ima fotografsko pamćenje i dobar je strijelac. Njih dvoje se uključe u tri različite avanture tijekom razdoblja od jedne godine, gdje upoznaju nove ljude i osnuju važne veze.
Druga polovica priče počinje oko petnaest godina nakon završetka prve polovice. Priča prati Lillianne Aicasia Corazón Whittington Schultz, ili kratko Lilliu. Ona je kćer Allison i Wila. Wil je u ovom trenutku preuzeo novi identitet, Travas, i radi kao veleposlanik Sou Beila, iako još uvijek u tajnosti izlazi s Allison. Lillianin pratilac je njezin prijatelj iz djetinjstva Treize, sin Carr Benedicta i Fione. Treize ima sestru blizanku Merielle. Lillijina i Treizova avantura počinje tijekom njezinih ljetnih praznika. 

## Glazba
Dvije pjesme se koriste za anime; jedna za početak i jedna za kraj epizode. Tema s početka se zove "Tameiki no Hashi", a završna tema "Sayonara no Omajinai". Oba su singla objavljena 25. lipnja 2008. 